# Jordan Chan
Jordan Chan Siu-Chun (chino tradicional: 陈小春; chino: 陈小春, pinyin: Xiǎochūn Chen, Hong Kong, 8 de julio de 1967) es un cantante, actor y bailarín chino, de Hong Kong, aunque su familia es originaria de Guangdong.

## Biografía
Chan comenzó su carrera tras unirse a una clase de entrenamiento de bailarines de TVB a partir de 1985. Después de graduarse, formó parte como miembro del ballet de TVB, participando principalmente con otros bailarines de fondo en el canto y grupos de gira. Entre algunos de los cantantes que siguieron Jordan en una gira antes de convertirse a sí mismo uno de ellos, de debe recordar a los famosos como Alan Tam, Leslie Cheung y Anita Mui quienes formaron parte de este ballet.
En 2010 se casó con la actriz Cherrie Ying. El 1 de julio de 2013 nació su primer hijo, Jasper Chan. En diciembre de 2019 la pareja confirmó que esperaban otro hijo.

## Filmografía
- Fooling Around Jiang Hu (2016)
- Buddy Cops (2016)
- Trivisa (2016)
- The Right Mistake (2015)
- Mr. Lucky (2014)
- Ip Man: The Final Fight (2013)
- Rhapsody of BMW (2012)
- White Vengeance (2011)
- The Dragon Pearl (2011)
- Mysterious Island (2011)
- Once a Gangster (2010)
- Midnight Taxi (2009)
- Jingwu Chen Zhen (2008)
- Kung Fu Hip Hop (2008)
- Hong Kong Bronx (2008) - Neil
- Lethal Angels (2007)
- Who's Next (2007)
- Huo Yuanjia (2007) - Chen Zen
- Word Twisters' Adventures (2007 - serie televisiva)
- Wo Hu (2006)
- Men Suddenly In Black 2 (2006)
- Naked Avengers (2006)
- Bet to Basic (2006)
- Shopaholics (2006)
- Initial D (2005)
- Escape from Hong Kong Island (2004)
- Throw Down (2004)
- Herbal Tea (2004)
- Fantasia (2004)
- The Spy Dad (2003)
- Men Suddenly In Black (2003)
- Colour of the Truth (2003)
- Diva - Ah Hey (2003)
- The Wall (2002)
- The Irrisistible Piggies (2002)
- Brotherhood (2002 - serie televisiva)
- Sleeping With the Dead (2002)
- The Haunted Office (2002)
- The Cheaters (2002)
- Flyin' Dance (2000)
- Comeuppance (2000)
- Vampire Hunter D (2000 - serie televisiva, versión de Hong Kong)
- Born To Be King (2000)
- Those Were The Days (2000)
- Dial D For Demons (2000)
- Killer (2000)
- Help!! (2000)
- Skyline Raiders (2000)
- Hot War (1998)
- Enter The Eagles (1998)
- Bio Zombie (1998)
- Il cervo e il tripode (1998)
- 03:00 A.M. (1997)
- Kitchen (1997)
- We're No Bad Guys (1997)
- Alexander (1997) TV Series
- A Chinese Ghost Story: The Tsui Hark Animation (1997 - voce)
- The Legend of God of Gamblers (1997)
- The Wedding Days (1997)
- Downtown Torpedoes (1997)
- Young and Dangerous 4 (1997)
- Tonight Nobody Goes Home (1996)
- Those Were The Days (1996)
- Young and Dangerous 3 (1996)
- War of the Underworld (1996)
- Young and Dangerous 2 (1996)
- 02:00 A.M. (1996)
- Lost and Found (1996)
- Queer Story (1996)
- Young and Dangerous 1 (1996)
- Growing Up (1996)
- Big Bullet (1996)
- Who's the Woman, Who's the Man (1996)
- Heaven Can't Wait (1995)
- 01:00 A.M. (1995)
- The Age of Miracles (1995)
- Happy Hour (1995)
- Fox Hunter (1995)
- Doctor Mack (1995)
- Whatever You Want (1994)
- Twenty Something (1994)
- In the Heat of Summer (1994)
- He's a Woman, She's a Man (1994)

### Programas de variedades
| Año        | Programa   | Notas                    |
| ---------- | ---------- | ------------------------ |
| 2015, 2019 | Happy Camp | 2 episodios - invitado   |
| 2016       | Ace vs Ace | invitado - episodio 1.10 |

## Discografía
- Exclusive Memory (2008)
- Compete (2006)
- Sing Jordan 10 Years New Songs + Compilation (2006)
- Black Hole (2004)
- Heartless You (2003)
- Night Life New Songs + Compilation (2003)
- Heartbroken King EP (2002)
- That's Mine (2002)
- Embrace (2001)
- Amazing Ending Complication (2000)
- Top Boyfriend (2000)
- Mega Star Jordan Chan (1999)
- Picture Book (1999)
- Everyone Loves Jordan Chan (1998)
- Love Wife (1998)
- Big Event (1997)